# 南牧川
南牧川（なんもくがわ）は、群馬県南西部の甘楽郡南牧村から下仁田町までを流れる一級河川である。アユ・ヤマメ・イワナが多く生息している。

## 地理

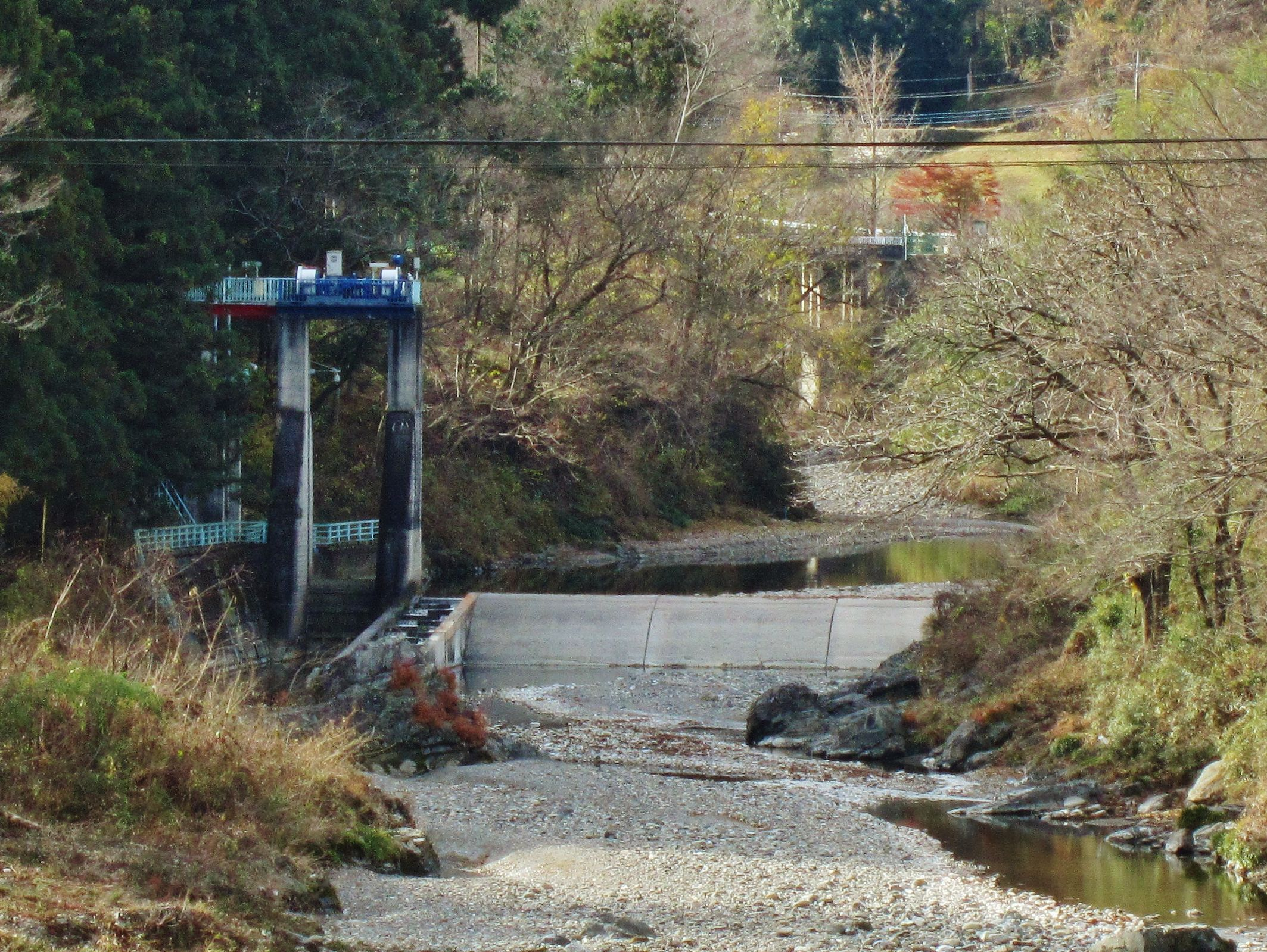
南牧頭首工

甘楽郡南牧村大字熊倉字象の滝を水源として、おおむね東北方向に流れ、甘楽郡下仁田町大字西野牧で鏑川に合流する。
流域は、南牧村全域と下仁田町の一部(青倉地区など)、長野県佐久市の一部（支流の馬坂川、熊倉川の流域）に渡る。甘楽富岡・吉井藤岡地域を灌漑する鏑川用水の水源となる南牧頭首工が設置されている。

## 主な支流[4]
- 馬坂川（支流に熊倉川あり）
- 道場川
- 星尾川(支流に道場川あり)
- 椚川
- 底瀬川

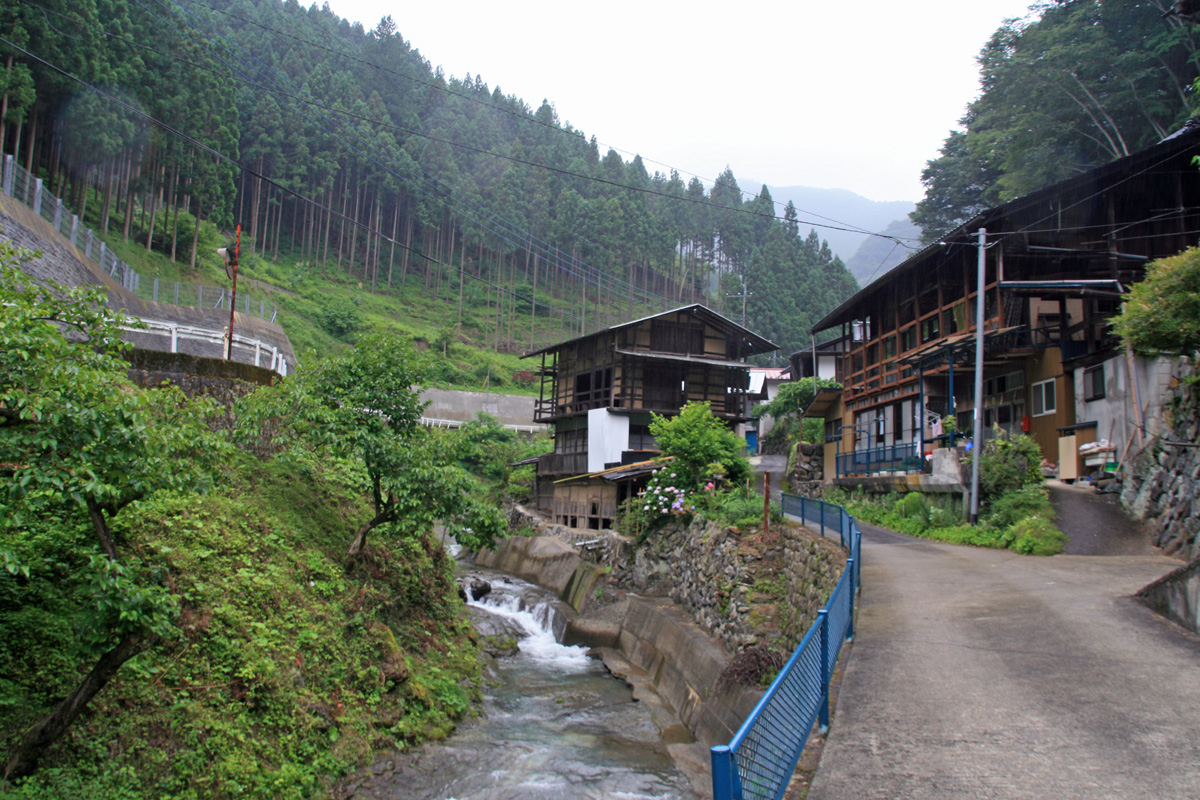
馬坂川

- 大仁田川（南牧村の上水道の水源である大仁田ダム[5]あり）
- 熊倉川
- 桧沢川（支流に椚沢川あり）
- 大塩沢川
- 青倉川（支流に桑本川、平原川あり）

## 橋梁[4]
- 勧能大橋
- 名称不明
- 名称不明
- 羽沢橋
- 砥沢橋
- 蝉橋
- 六車大橋
- 日向雨沢大橋
- 雨沢橋
- 滝の沢橋
- 稲荷橋
- 桧沢大橋
- 磐戸橋
- 名称不明
- 新千原橋
- 千原橋（歩道のみ）
- 小澤橋
- 新長瀞橋
- 長瀞橋（歩道のみ）
- 風口橋
- 青倉大橋
- 長源寺橋
- 牧口橋